# LibreOffice Writer
LibreOffice Writer — текстовый процессор и визуальный редактор HTML, входящий в состав офисного пакета LibreOffice. Является ответвлением текстового процессора OpenOffice Writer, который в свою очередь основан на StarOffice. Writer сходен с Microsoft Word и Corel's WordPerfect.
LibreOffice Writer распространяется по свободной лицензии Mozilla Public License v2.0.
Writer, как и остальные программы офисного набора LibreOffice, создан для работы в Linux, FreeBSD, macOS и Windows.

## История
28 сентября 2010 года разработчики и промоутеры сообщества OpenOffice.org после покупки компании Sun Microsystems компанией Oracle объявили о создании независимого ответвления офисного пакета. Активные разработчики были недовольны жёсткой политикой централизованного управления разработкой, которую навязывала компания Oracle. Была основана независимая организация «The Document Foundation», основной целью которой стала разработка независимого офисного проекта с поддержкой открытого формата ODF без какой-либо передачи авторских прав. Это является основным отличием от OpenOffice.org, где от разработчиков требуется передача авторских прав компании Oracle.

## Краткое описание
Writer является полнофункциональным текстовым процессором и инструментом публикаций. В дополнение к обычным функциям текстового процессора (проверка правильности написания, тезаурус, расстановка переносов, автозамена, поиск и замена, автоматическое составление оглавлений), Writer обеспечивает следующие возможности:
- работа со стилями и шаблонами;
- методы макетирования страниц, включая рамки, столбцы и таблицы;
- внедренная или связанная графика, электронные таблицы, и другие объекты;
- встроенные средства рисования;
- работа с составным документом;
- отслеживание изменений в версиях документов;
- интеграция с базами данных, включая базу данных библиографии;
- экспорт в формат PDF, включая закладки;
- и другое.

В программе имеется справка, которая вызывается с помощью клавиши F1.

### Поддержка форматов файлов
Родным для офисного пакета LibreOffice является стандартный формат файлов офисных документов OpenDocument (ГОСТ Р ИСО/МЭК 26300-2010. Введён в действие с 1 июня 2011 года).
Фaйл текстового документа имеет расширение .odt, а шаблон текстового документа — .ott.
Помимо этого LibreOffice Writer поддерживает форматы Microsoft Word различных версий, в частности, позволяет работать с документами формата Microsoft Word 97/2000/XP/2003 (.doc), а также формата Office Open XML (.docx). Также в нём реализована функция экспорта документа в формате PDF.

## Новые возможности Writer

### Новые возможности Writer в версии 4.0
Пакет LibreOffice активно развивается. Релизы выпускаются каждые полгода, даты скорректированы в соответствии с датами выпуска популярных Linux-дистрибутивов. Каждый месяц выпускается патч с исправлениями ошибок. Каждый релиз поддерживается около года.
Новые возможности Writer, реализованные в версии 4.0:
- Различные улучшения импорта документов DOCX: плавающие таблицы, объекты OLE в обрамлениях, отступы изображений внутри текста.
- Существенно уменьшено время загрузки файлов RTF.
- Поддержка импорта и экспорта математических формул RTF.
- Импорт рукописных примечаний из документов DOC.
- Добавление комментариев к текстовым областям документа.
- Сокращение Java-кода: мастера факсов и писем переписаны на Python.
- Возможность выделять и копировать текст в окнах сообщений.
- Новое окно управления шаблонами пользователя.

Помимо этого, существует возможность запускать различные функции меню с клавиатуры. Практически все элементы меню и диалоговых окон имеют в своем названии подчеркнутую букву. Чтобы, например, задействовать элементы меню «Сервис — Язык — Расстановка переносов», достаточно, удерживая Alt, последовательно нажать буквы «Е», «Я», «Р».X и RTF (используется в Word на планшетных ПК).

### Новые возможности Writer в версии 6.0
- Свободный ввод: Добавлена настройка для вставки только пробелов;
- Панель поиска: Добавлен выпадающий список для изменения типа поиска;
- Меню «Формы» вынесено в главное меню;
- Отображаемый пример для ориентации страницы теперь правильно показывается и для настроек вручную;
- Расстояние между колонками по умолчанию;
- Добавлена поддержка для разделения разделов внутри таблиц;
- Новые настройки по умолчанию для стилей нумерованного списка;
- Проверка правописания «Грамматика по образцу»: добавление в пользовательский словарь приставок, суффиксов и правил образования составных слов;
- Реализован поворот изображения в документе на любой угол.

#### Поля ввода
- Улучшено поведение поля для ввода:
  - двойной щелчок на поле для ввода открывает старый диалог для ввода;
  - этот диалог теперь отображает текущее поле и содержит кнопки для навигации предыдущий/следующий.

#### Рассылка электронных писем
- Документ Writer, как источник данных для рассылки;
- Как источник данных для рассылки теперь могут использоваться файлы XLSX;
- Временные соединения, созданные во время рассылки почты больше не сохраняются.

#### Таблицы
- Новый базовый стиль таблицы;
- Базовый стиль таблицы теперь назначается к вставленной в документ таблице;
- Толщина границ таблицы по умолчанию установлена в 0.5 pt;
- Старый набор стилей таблиц был удален. Добавлен новый набор стилей: Базовый, Academic, Box List Blue, Box List Green, Box List Red, Box List Yellow, Elegant, Financial, Simple Grid Columns, Simple Grid Rows, Simple List Shaded.

## Использование клавиатуры в LibreOffice Writer
В LibreOffice можно работать без мыши, используя только клавиатуру.
На главной странице справки LibreOffice Writer приводится ссылка на раздел с сочетаниями клавиш. Помимо того, в разделах справки «Специальные возможности» даются пошаговые инструкции по работе без мыши. Также, список установленных по умолчанию значений для различных комбинаций клавиш можно увидеть, выбрав «Сервис — Настройка — Клавиатура». Этот список можно редактировать, например, добавляя свои значения. Свой список назначенных клавиш можно загружать и сохранять в виде отдельного файла.
Помимо этого, существует возможность запускать различные функции меню с клавиатуры. Практически все элементы меню и диалоговых окон имеют в своем названии подчеркнутую букву. Чтобы, например, задействовать элементы меню «Сервис — Язык — Расстановка переносов», достаточно, удерживая Alt, последовательно нажать буквы «Е», «Я», «Р».